# Allarescon
Allarescon is een geslacht van vliesvleugeligen uit de familie Mymaridae. De wetenschappelijke naam van dit geslacht is voor het eerst geldig gepubliceerd in 1989 door Noyes & Valentine.

## Soorten
Het geslacht Allarescon is monotypisch en omvat slechts de volgende soort:
- Allarescon ochroceras Noyes & Valentine, 1989